# Frénois (Côte-d’Or)
Frénois ist eine französische Gemeinde mit 93 Einwohnern (Stand: 1. Januar 2022) im Département Côte-d’Or in der Region Bourgogne-Franche-Comté (vor 2016 Bourgogne). Sie gehört zum Arrondissement Dijon und zum Kanton Is-sur-Tille.

## Geographie
Die Gemeinde Frénois liegt am Ignon, etwa 25 Kilometer nordnordwestlich von Dijon. Frénois wird umgeben von den Gemeinden Salives im Norden, Moloy im Osten, Courtivron im Osten und Südosten, Francheville im Süden, Lamargelle im Westen sowie Léry im Nordwesten.

## Bevölkerungsentwicklung
| Jahr                       | 1962 | 1968 | 1975 | 1982 | 1990 | 1999 | 2006 | 2013 | 2019 |
| Einwohner                  | 45   | 65   | 40   | 58   | 51   | 65   | 63   | 90   | 88   |
| Quellen: Cassini und INSEE |      |      |      |      |      |      |      |      |      |

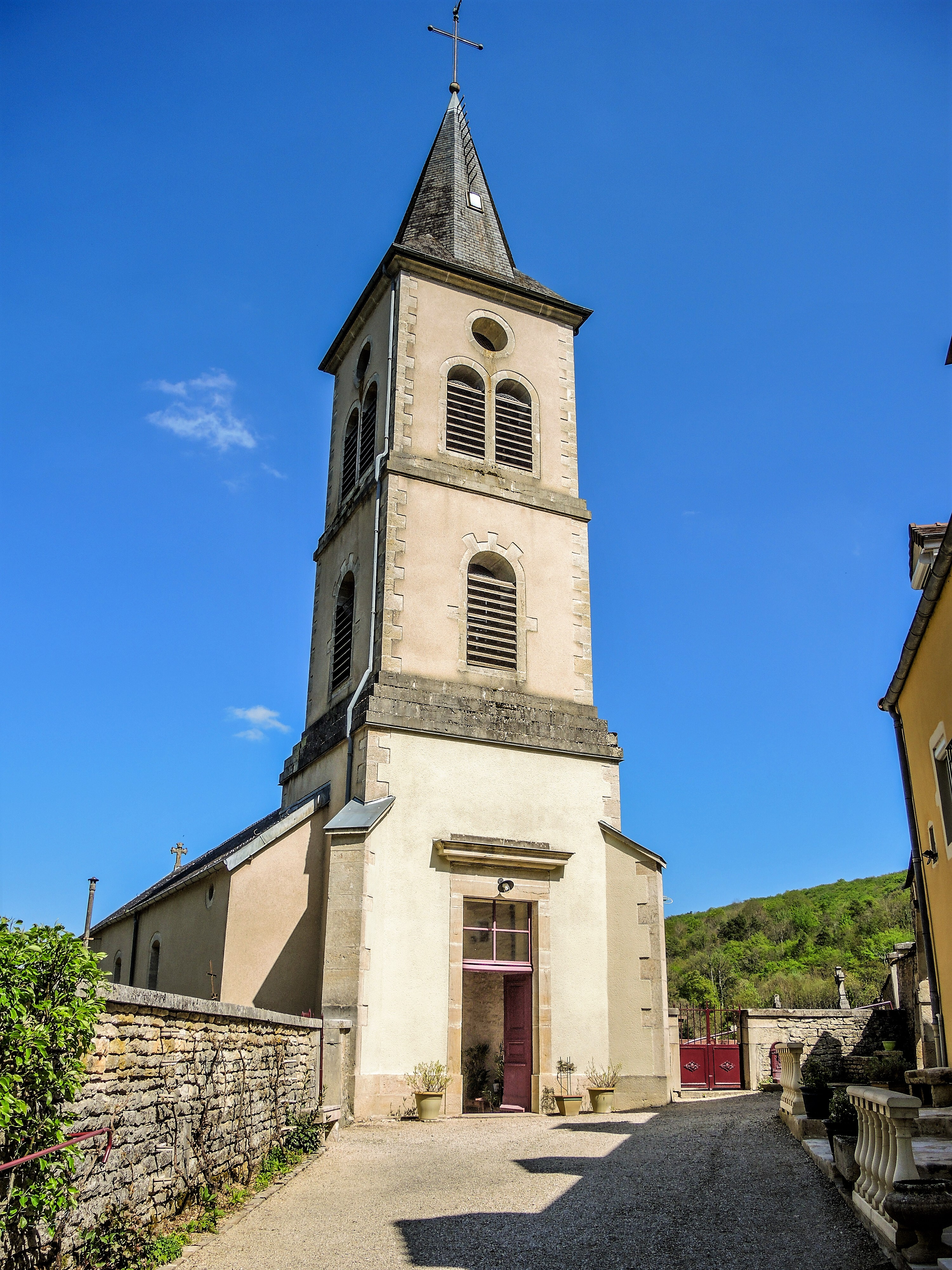
Kirche Notre-Dame
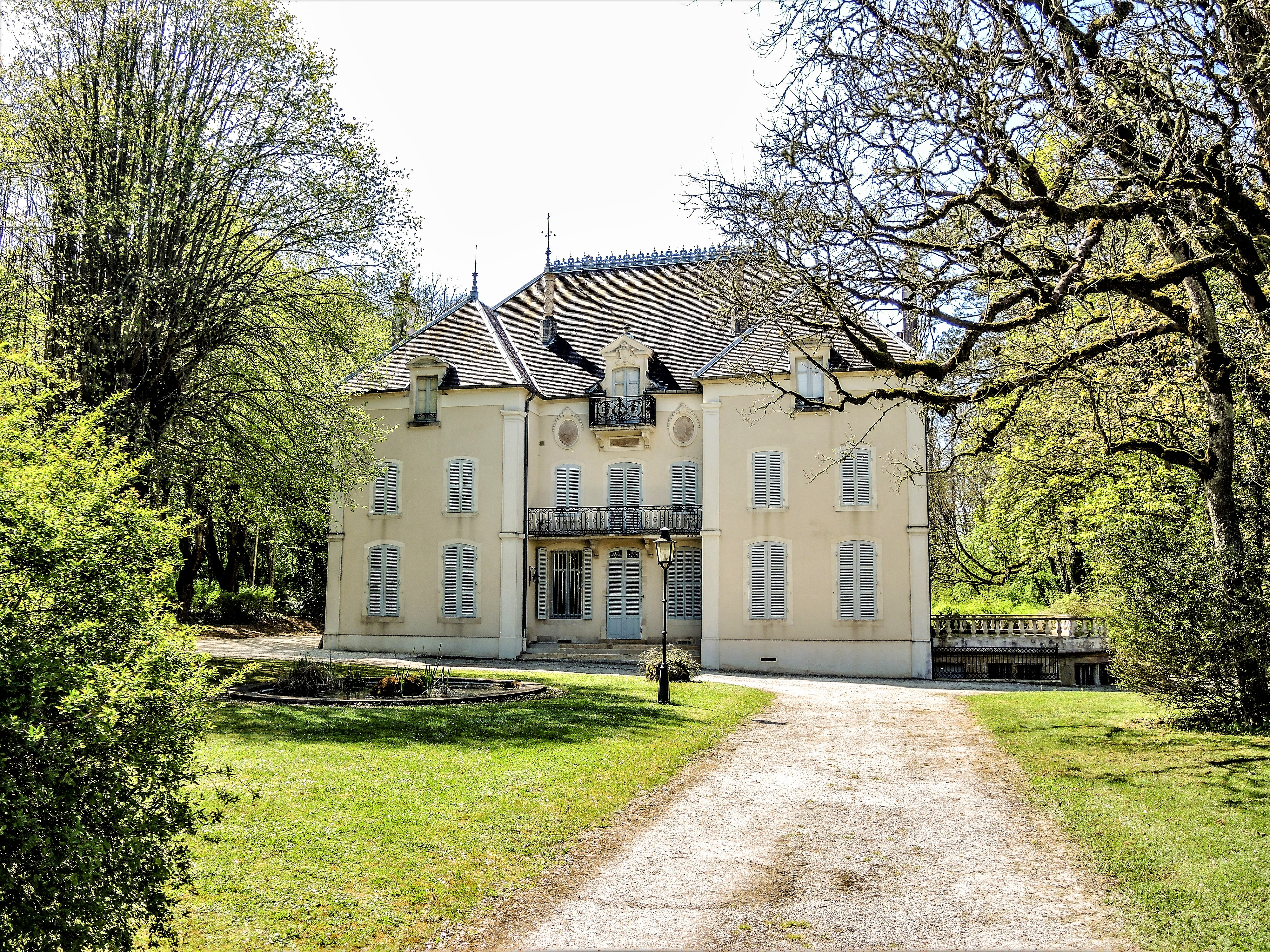
Château de Frénois
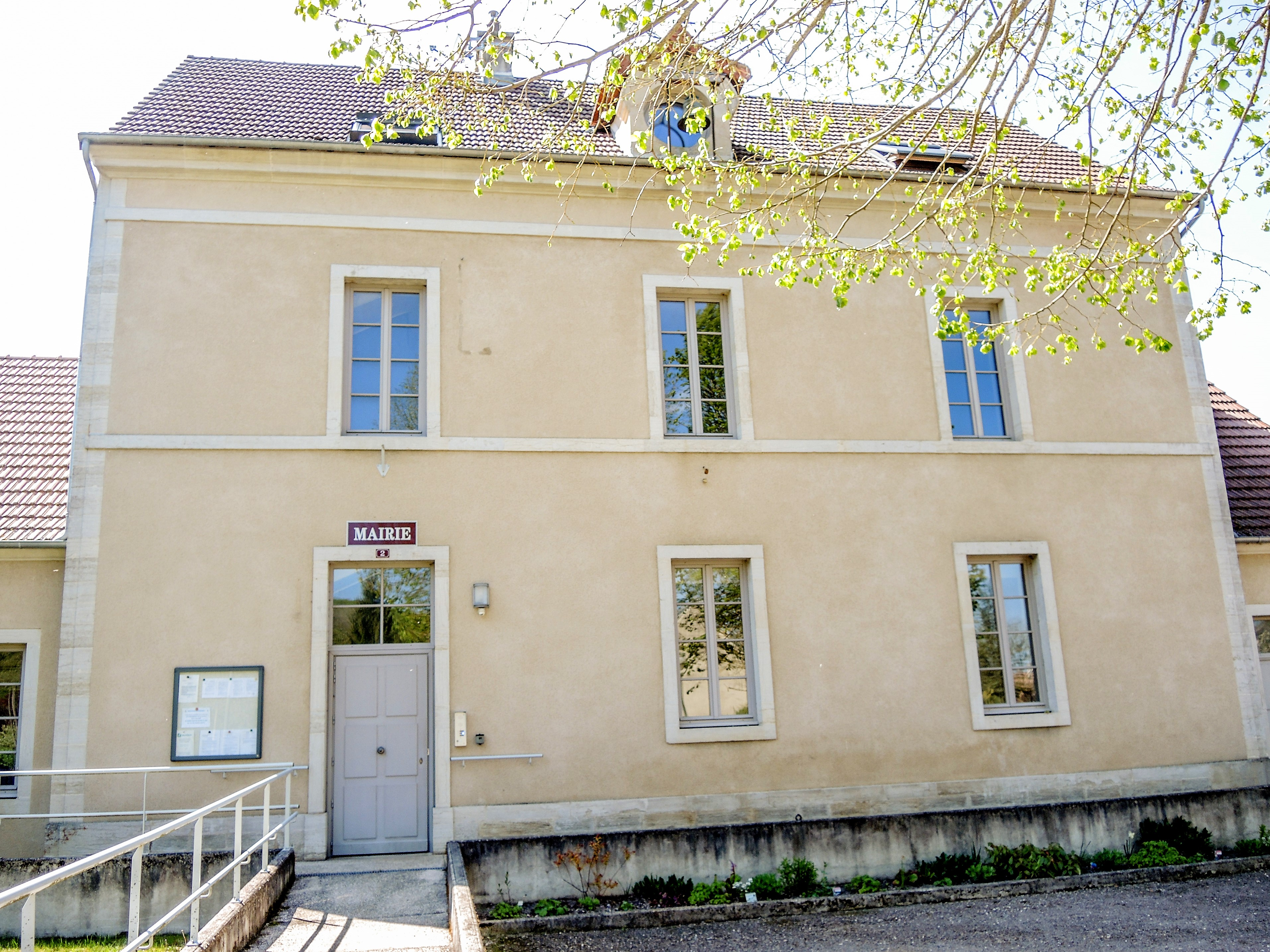
Mairie Frénois